# Acadie-Bathurst Titan
Acadie-Bathurst Titan (fr. Titan d’Acadie-Bathurst) – juniorska drużyna hokejowa grająca w QMJHL w konferencji wschodniej. Drużyna ma swoją siedzibę w Bathurst w Kanadzie.
- Rok założenia: 1998–1999
- Barwy: niebiesko-biało-złoto-czerwone
- Trener: Eric Dubois
- Manager: Sylvain Couturier
- Hala: K.C. Irving Regional Centre

## Osiągnięcia
- Coupe du Président: 1999
- Trophée Jean Rougeau: 2002
- Memorial Cup: 2018